# 佐藤忠勇

佐藤忠勇像（的矢湾養蛎研究所前）

佐藤 忠勇（さとう ただお、1887年〈明治20年〉11月 - 1984年〈昭和59年〉4月1日）は日本の水産学者。カキの浄化法を確立した人物であり、的矢かきの生みの親である。

## 生涯

### 的矢来訪まで
1887年（明治20年）11月、東京府東京市本所区（現在の東京都墨田区本所）に生まれる。旧制早稲田中学校に入学し、当時教師をしていた浮田和民から「自分の一番得意なものを専攻し、それを社会に役立てよ」と言われたことから水産学を志すことを決心した。卒業後、東北帝国大学水産大学（現在の北海道大学水産学部）に入学。プランクトンの研究を行い1908年（明治41年）卒業。1913年（大正2年）には北海道庁技手に就任、北海道水産試験場に勤務する。
1919年（大正8年）、同試験場を辞し志摩郡的矢村（現在の三重県志摩市磯部町的矢）に到着する。

### 垂下式牡蠣養殖法の確立
佐藤が的矢に来た目的は、真円真珠の養殖技術の確立であった。そこで佐藤は、1920年（大正9年）的矢の森本要助や渡鹿野の見瀬辰平らとともに的矢湾真珠養殖株式会社を設立、自らは常務取締役に就任する。しかし、同じ年に御木本幸吉に真円真珠養殖術で特許を取得されてしまい、目的を見失う。
そんなとき、真珠養殖筏に付着し成長する牡蠣を発見する。興味を抱いて調べてみると、通常2～3年かかる牡蠣の成育が、的矢では1年で済むことが判明した。これは
1. 流入する河川が3本[4]もあり、栄養分が大量に供給されること
2. 湾の構造上、供給された栄養分が湾外に流出しにくいこと

が理由に挙げられる。そして1928年（昭和3年）、これまで潮間帯でしか養殖できないと考えられてきた牡蠣を海中で養殖する垂下式養殖法を確立した。この方法は大変な成功を収め、全国にその技術は伝播していった。そして佐藤は近隣の浦村（現鳥羽市浦村町）や神明浦（現志摩市阿児町神明）でも事業を展開し始めた。
また同時に産地直送方式を採用し、市場を通すよりも新鮮で速く安く提供できるようにした。このおかげで1935年（昭和10年）頃に牡蠣の価格が大暴落した際にも影響を受けなかった。
1930年（昭和5年）には「的矢湾養蠣研究所」を設立、更なる研究を重ねることとなった。

### 紫外線浄化法の確立
1945年（昭和20年）8月15日、日本は敗戦し、GHQの施政下に置かれる。これまで優遇されてきた牡蠣養殖は、真珠養殖の奨励に転換されたため厳しい立場になった。更にアメリカ軍は「日本の牡蠣は不衛生だから食べないように」と通知したとされる。
これを知った佐藤は生でも安心して食べられる「無菌かき」を作ることを決意し、自身の研究所で日夜研究に励む。同年、紫外線で殺菌した海水を利用した牡蠣の浄化法「紫外線滅菌浄化法」を考案、1955年（昭和30年）に「オゾン・紫外線併用殺菌海水装置」の特許を取得した。この技術は的矢かきのブランド力を一層高め、日本を始め、世界の食通や料理人にも知られることとなった。後にこの技術は「みえのカキ安心システム」として三重県の生食用の牡蠣の出荷の際の標準となり、浦村かきの浄化にも利用されることになった。
そして1953年（昭和28年）には三重大学に招聘（しょうへい）され、養殖の講義を受け持った。

### 伊雑ノ浦淡水湖化計画の阻止
佐藤が浄化法で特許を取得した1955年（昭和30年）、的矢湾では地元漁業関係者を揺るがす事件が発生した。「伊雑ノ浦淡水湖化計画」である。これは志摩半島の水不足問題を解消するために、現在「的矢湾大橋」が架かっている部分を埋め立て、的矢湾に隣接する伊雑ノ浦を淡水湖化しようとするものであった。
これに対して、地元では猛反発が起き、佐藤も自身の研究で蓄積した潮流・水質・生物・水温・プランクトンの状況等のデータをもって、計画を立案した農林省に2000余名の署名と共に陳情書を提出した。
これを受けて計画は中止され、伊雑ノ浦・的矢湾の水産業は守られたのである。

### 晩年
1960年（昭和35年）に従五位に叙せられ、勲四等瑞宝章を受章したのを皮切りに、多数の表彰を受ける。1962年（昭和37年）には磯部町から名誉町民の称号を送られ、同町初の選出者となった。また、『暮しの手帖』で紹介されて以降、国内外から来客やマスメディアの取材が増え、テレビにもたびたび出演した。1978年（昭和53年）に日本水産学会に加入。1983年（昭和58年）に自身の的矢湾養蛎研究所前に地元有志により銅像が建てられるが、翌年1984年（昭和59年）4月1日、96歳で生涯を閉じる。墓所は多磨霊園(3-1-24)。命日の4月1日は、2024年（令和6年）に日本記念日協会によって「的矢かきの日」に登録された。

## 受賞歴
- 1960年（昭和35年） - 従五位に叙せられ勲四等瑞宝章。三重県知事賞。
- 1962年（昭和37年） - 磯部町名誉町民。（初選出）
- 1969年（昭和44年） - 三重県民功労賞。
- 1971年（昭和46年） - 日本水産学会功績賞。
- 1975年（昭和50年） - 東海テレビ賞。三重大学感謝状。
- 1981年（昭和56年） - サントリー地域文化賞。

## 人物
- 晩年もテレビ出演を行うなど、大変矍鑠としていた。
- 真珠王と呼ばれた御木本幸吉は佐藤を「牡蠣の王者」と呼んで称賛した[3]。
- 面長、痩躯、白髪で杖をついている姿が特徴的だった[3]。
- 漫画『美味しんぼ』青竹の香り（5）では、山岡士郎とやり取りするシーンがある[15]。